# 新北市中和區秀山國民小學
新北市立秀山國民小學位於台灣新北市中和區立人街，緊鄰秀山公園及秀朗國小。創校於1977年，最初為「台北縣中和鄉秀山國民小學」。
由於秀山國小位於中和區及永和區的邊界，且因為學區所屬國中中和國中距離遙遠，學生寧可遷戶籍以就讀距離較近的福和國中或永和國中。因此有人提出建議秀山國小應改為自由學區。

## 歷任校長[2]
1. 蕭松炎（1977.08.01上任）
2. 洪秀華（1990.08.01上任）
3. 邱重賢（1994.08.01上任）
4. 洪新春（2002.08.01上任）
5. 張益仁（2005.08.01上任）
6. 林文生（2011.08.01上任)
7. 張文斌（2017.08.01上任）

## 外部連結
- 新北市中和區秀山國民小學 （页面存档备份，存于）